# 自由度 (ゲーム)
自由度（じゆうど）は、ゲーム、特にコンピュータゲームにおいて、「自由に変化させることのできるもの」の度合いをさす概念である。
学術用語の「自由度」とは区別される。

## 概要
評価する者の主観や「自由」の定義、同シリーズや類似システムを持つ作品との相対的な評価で表され、明確に定義はされない。「いろいろな楽しみ方ができる」程度の意味で「自由度が高い」という表現が用いられることもある。
しかしゲーム雑誌やゲーム関連サイトの紹介記事で用いられる「自由度」とは、「ゲームシステム上の自由度」、すなわち「プレイヤーの取り得る行動の範囲が広く、かつその選択が結果に反映される」度合いを示していることが多い。ゲーム雑誌などで「自由度が高い」と表現されるゲームは、次のうちいくつかの総合的な多様性の特徴を持つ。
- 初期設定が柔軟にできる。
- ゲーム開始直後に可能な動作の種類が多い。特に盗みを働く、善人を傷付けるなど悪事とされる行動をも取ることができる。
- ゲームの目的が与えられない。与えられる場合でも、必ずしもそれを達成する必要がない。
- クリア条件が多数用意されている。
- エンディングの種類が多い。
- ユーザー自身の手によりゲームの仕様をある程度変更できる。
- ゲームクリアに至るまでの過程をユーザーが自由に形成できる。

## 自由度の例
コンピューターゲームには「遊戯」と「映画」の2つの面があり、このどちらに重きを置くかで自由度が異なってくる。例えば、遊戯に重きを置く大富豪では、地方ローカルルールに見られるように多様性が含まれていて自由度が高くなっている。またテーブルトークRPGに関しては、シナリオを進める上で将来が決まっておらず「シナリオからストーリーを作り出す」ことで多様性が担保されている。
一方、初代『ドラゴンクエスト』（以下『ドラクエ』）を例に取ると、「竜王を倒す」という最終目標を放棄して「竜王を倒せる別の人間を推薦する」「余生を隠遁者として過ごす」などの道を選ぶことはできない。また、映画面での質においても開始直後にいきなり竜王を倒すことはできず、決められたルート・ストーリーに沿ってアイテムを集めてからでないと竜王の城へは行けない。このため遊戯に重きを置いていたそれまでの主流だったコンピュータRPGと比較して自由度が低い（あるいは「自由度がない」）」と表現する。
またゲーム機の性能向上により、1990年代中期よりゲーム中にムービーやデモが挿入されることが増えたが、こういったものが長く続き、かつスキップ不可能だと、プレイヤーにとってはゲームを「プレイしている」と言うより「見せられている」面、映画的要素が強くなり自由度が低いと感じる可能性も高くなる。
しかしながらこれらも画一的な事ではなくジャンルによってもゲームの自由度は左右される。概してロールプレイングゲームやシミュレーションゲーム、アドベンチャーゲームはゲーム目的やその手段をプレイヤー自身が決定できる幅が大きいが、アクションゲームやシューティングゲームは、遊び方のスタイルは別としても、行動できるアクションの種類に関しては自由度の幅が狭くなる。そのためプレイヤー選択など初期設定をきめ細かくしたり、ステージ選択を可能にしたり、RPGの要素を入れたりすることで自由度を持たせているものもある。
ただしいかなるゲームであっても、あらかじめプログラムされている範囲外のことはできない以上、前述の通り個人の主観、続編や類似作品の発売などの要因により自由度の感じ方は変わり得るものである。自由度はプレイヤーがゲームを選択する上で一つの基準となるが、自由度の高さは作品自体の評価の高さを直接は意味しない。

## 「自由度が高い」ことの良し悪し
自由度の高さはそれだけプレイの幅が広いこと、やりがいがあること、繰り返しのプレイに堪えることを意味する。だが、裏を返せば「何からしたらいいのか分からない」「何もできない」「目標がない」にもつながりやすい。マニュアルやチュートリアルを充実させればある程度解消するが、時にはかえってマニュアルを読みこなすことなども含め「ハードルが高い」と感じさせる原因ともなり得る。実際問題として、前述「ドラクエ」においては、RPGというジャンルが日本において馴染みが薄く、装備等やレベルの概念も理解できぬまま先へ進み行き詰まる可能性があるという問題にあたり、「宝箱を開ける」「扉を開ける」等の基本行動によって初めて外に出ることができるといった配慮が組み込まれたことが、著書『マンガ ドラゴンクエストへの道（ISBN 978-4900527263）』で語られている。
また自由度の高いゲームの製作には困難も伴う。結果が多岐に亘ることはプログラムコードの量や管理すべきデータも多くなることも意味し、結果的にバランスの欠如や想定外の動作、またその動作にともなうバグも発生しやすい。